# 조야촌
조야촌(蝶屋村)은 이시카와현 이시카와군에 설치되었던 촌이다. 현재의 하쿠산시에 해당한다.